# Британский духовой оркестр

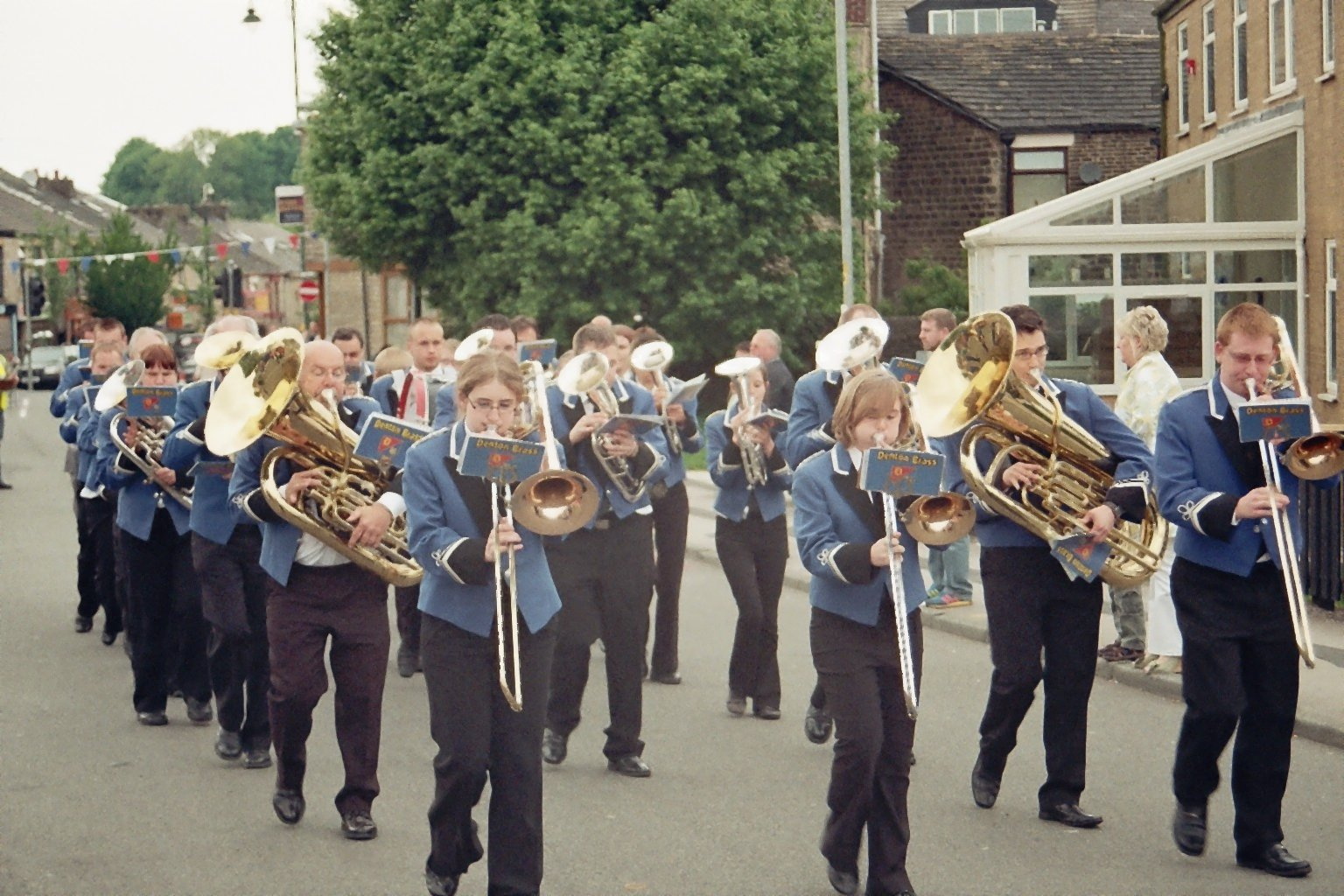

Британский духовой оркестр — это музыкальный ансамбль, включающий в себя стандартизированный набор духовых и ударных инструментов. Современная форма духового оркестра в Соединённом Королевстве восходит к XIX веку. Так, Сталибридж олд бэнд (с англ. Stalybridge) существует с 1809 года и считается первым гражданским духовым оркестром в мире.
Группы, использующие британские инструменты, являются наиболее распространённой формой духовых оркестров в Великобритании, Австралии и Новой Зеландии, а также широко распространены в континентальной Европе, Японии и Северной Америке. Традиция духовых оркестров в Великобритании сохраняется до сих пор, у местных сообществ и школ есть духовые оркестры. Проводятся соревнования британских групп, они разделены на пять секций, организация которых похожа на структуру футбольных лиг. Они длятся в течение всего года на местном, региональном и национальном уровнях.
Отборы в духовые оркестры можно наблюдать на ежегодном Гала-концерте в Дареме. В пятницу, в Седлвортском районе Манчестера, проводятся многопрофильные ежегодные мероприятия, в которых соревнуются сотни групп.